# Perizoma turbulata
Perizoma turbulata är en fjärilsart som beskrevs av Standfuss 1851. Perizoma turbulata ingår i släktet Perizoma och familjen mätare. Inga underarter finns listade i Catalogue of Life.